# Ligyrus discrepans
Ligyrus discrepans är en skalbaggsart som beskrevs av Hermes E. Escalona och Joly 2006. Ligyrus discrepans ingår i släktet Ligyrus och familjen Dynastidae. Inga underarter finns listade i Catalogue of Life.